# Mejere
 Denne artikel omhandler spindlere. Opslagsordet har også en anden betydning, se mejer.
 For alternative betydninger, se Stankelben (flertydig). (Se også artikler, som begynder med Stankelben)
Opiliones eller mejerne er en orden af ottebenede hvirvelløse dyr  med over 6.300 arter. Mejere er spindlere ligesom edderkopper, men laver i modsætning til edderkopperne ikke spindelvæv og har ikke en todelt krop. Bør ikke forveksles med mejeredderkopper (pholcidae), som man kender fra husets fugtige hjørner.
Mejerne er ugiftige men har to kirtler med en stinkende væske, som den danner, når den bliver angrebet. Men hvis det ikke virker, så afstøder den et ben som firben afstøder halen, og benet ligger så og spjætter på jorden, fordi der er nerveknuder i benet - det kan faktisk spjætte i op til en time. Denne forsvarsmekanisme hedder autotomi af græsk autos (selv). Det er disse efterladte spjættende ben, der kan minde om en le, der mejer, som har givet dyret navn. På engelsk hedder de harvestmen.

## Mejere i Danmark
I Danmark er der omkring 20 mejer-arter. Den oftest sete mejer er den orange vægmejer, som er indvandret sydfra, og først er observeret i Danmark i 1986
Omkring 2008 blev en hidtil ubeskrevet art af mejer (kaldet "massemejer") set i Danmark.

## Familie Trogulidae
- Trogulus tricarinatus

## Familie Nemastomatidae
- Nemastoma lugubre-bimaculatum – Dødningehovedmejer
- Nemastoma chrysomelas

## Familie Phalangiidae
- Mitopus morio
- Oligolophus tridens – Lille skovmejer
- Oligolophus hansenii
- Oligolophus agrestis
- Lacinius horridus – Tornet mejer
- Lacinius ephippiatus
- Odiellus palpinalis
- Phalangium opilio – Hornmejer
- Opilio parietinus – Plettet vægmejer
- Opilio saxatilis
- Opilio canestrinii – Alm. vægmejer
- Platybunus triangularis
- Leiobunum rotundum – Rød skovmejer
- Leiobunum rupestre – Broget vægmejer
- Leiobunum blackwalli Meade
- Nelima silvatica